# Węglówka (Korczyna)

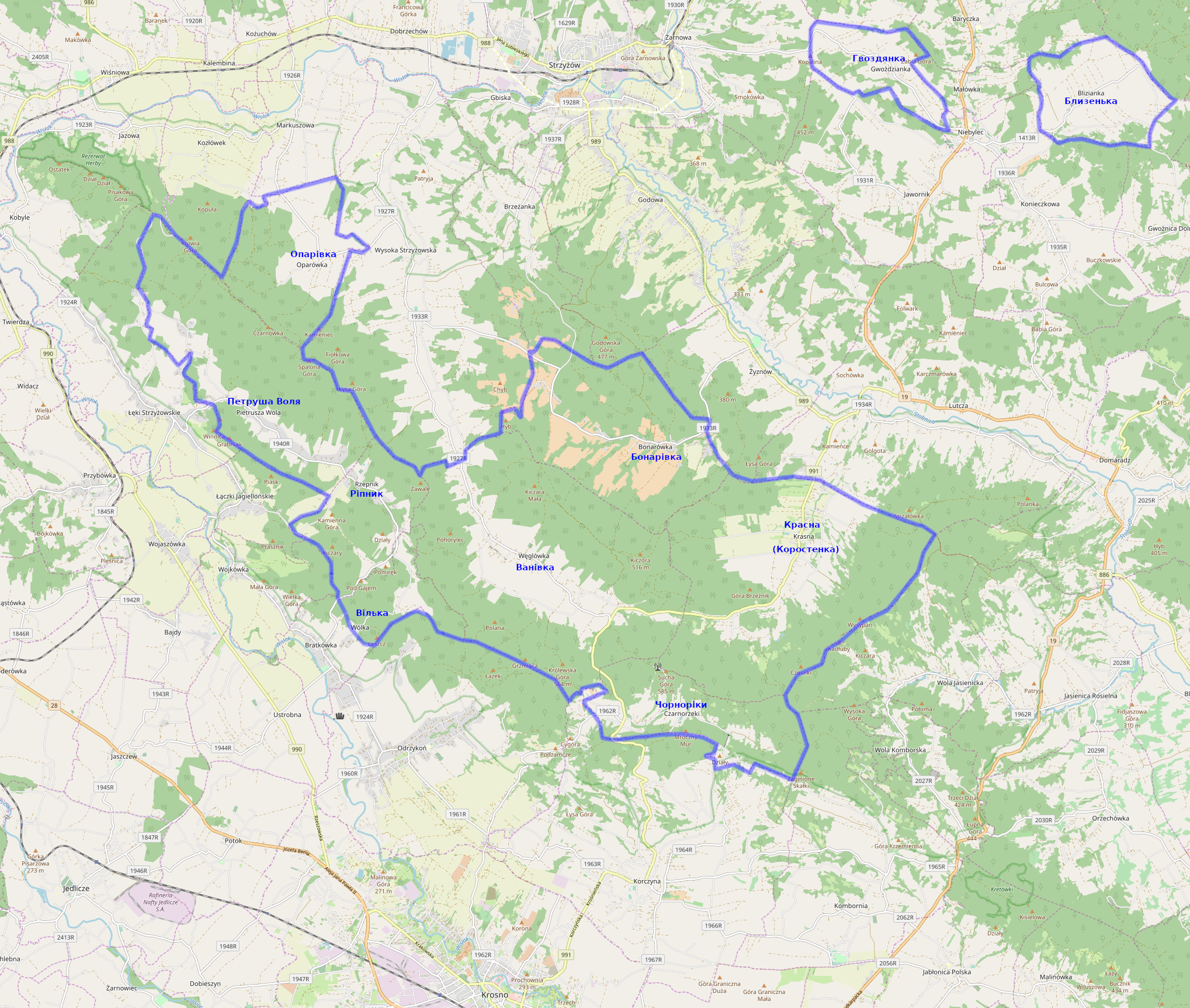
Sprachinsel der Zamieszańcy

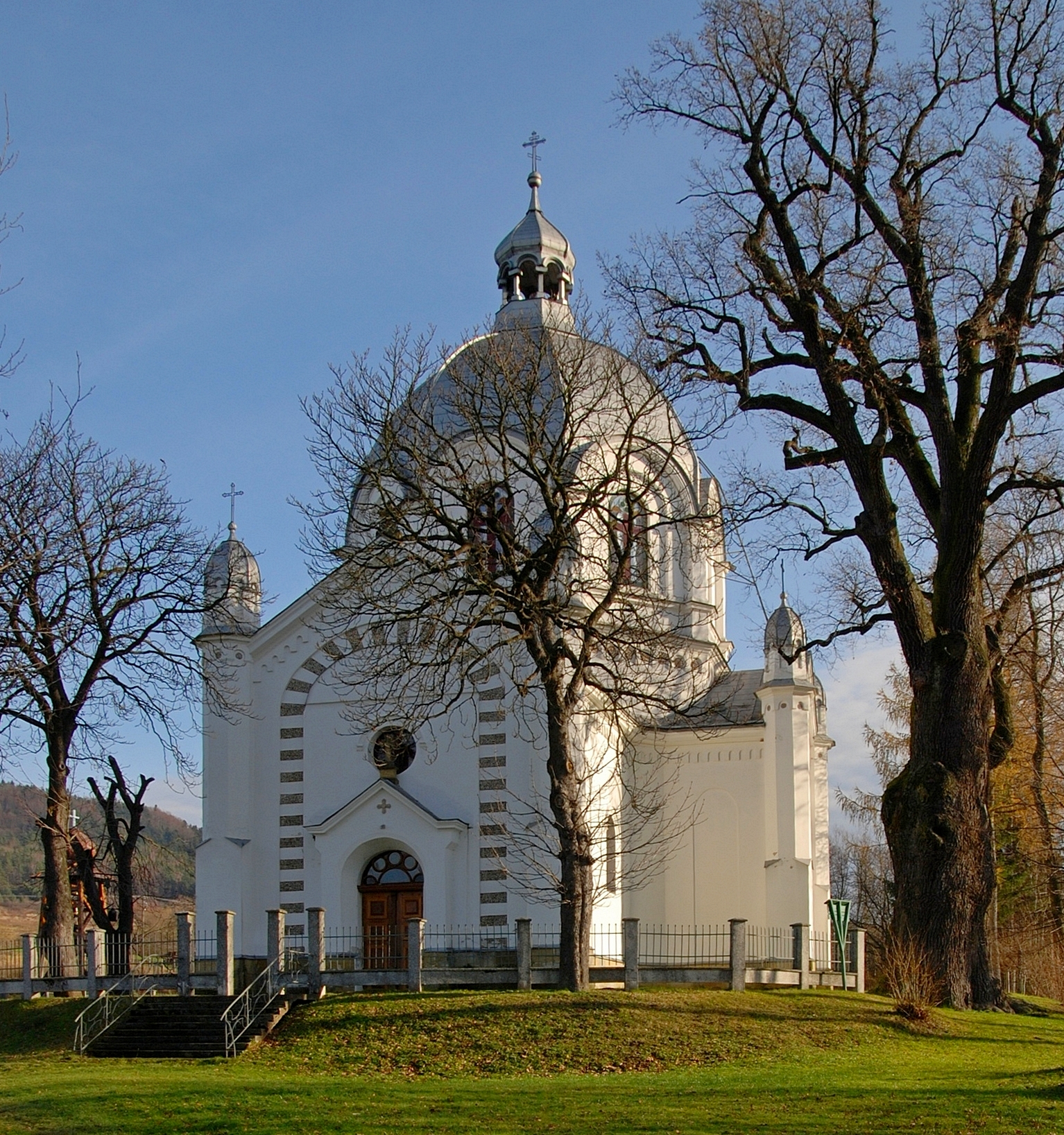
Ehemalige griechisch-katholische Kirche

Węglówka (ukrainisch Ванівка) ist eine Ortschaft mit einem Schulzenamt der Gemeinde Korczyna im Powiat Krośnieński der Woiwodschaft Karpatenvorland in Polen.

## Geographie
Der Ort liegt im Dynów-Gebirge. Die Nachbarorte sind Wysoka Strzyżowska im Nordwesten, Bonarówka im Nordosten, Krasna im Osten, Korczyna und Czarnorzeki im Südosten, Odrzykoń im Süden, Rzepnik und Wólka im Westen.

## Geschichte
Im 15. und 16. Jahrhundert entstand eine ruthenische (ukrainische) Sprachinsel der sogenannten Zamieszańcy (etwa Gemischte Leute) von etwa zehn Dörfern auf sehr schlechtem Grund im Dynów-Gebirge, nördlich von Krosno. Węglówka lag in der Mitte dieser Sprachinsel, galt als die älteste und wichtigste Siedlung und wurde im Jahr 1418 erstmals urkundlich erwähnt. Um das Jahr 1600 gab es dort eine der nur vier orthodoxen Kirchen der Woiwodschaft Sandomir.
Das Dorf gehörte zunächst den Besitzern der Burg Kamieniec in Odrzykoń (die Adelsfamilien Kamieniecki, Boner), politisch zur Adelsrepublik Polen-Litauen, Woiwodschaft Sandomir, Kreis Pilzno. Bei der Ersten Teilung Polens kam Węglówka 1772 zum neuen Königreich Galizien und Lodomerien des habsburgischen Kaiserreichs (ab 1804). Ab dem Jahr 1855 gehörte Węglówka zum Bezirk Krosno. Ab dem Jahr 1888 wurde Erdöl in Węglówka gefördert. Im Jahr 1900 hatte die Gemeinde Węglówka 1570 Hektar Fläche, 310 Häuser mit 1918 Einwohnern, davon die Mehrheit ruthenischsprachig (1769) und griechisch-katholisch (1746), außerdem römisch-katholische (143) und polnischsprachige (143) Bevölkerung, sowie 9 deutschsprachige, 21 Juden, 8 anderen Glaubens.
Nach dem Ende des Ersten Weltkriegs und dem Zusammenbruch der Habsburgermonarchie kam Węglówka 1918 zu Polen. Unterbrochen wurde dies nur durch die deutsche Besetzung Polens im Zweiten Weltkrieg. Von 1975 bis 1998 gehörte Węglówka zur Woiwodschaft Krosno.